# Arthur Leighton
Arthur Francis Leighton (Esk, Queensland, Austràlia, 6 de març de 1889 - Walsall, West Midlands, 15 de juny de 1939) va ser un jugador d'hoquei sobre herba britànic que va competir a començaments del segle xx.
El 1920 va prendre part en els Jocs Olímpics d'Anvers, on va guanyar la medalla d'or com a membre de l'equip britànic en la competició d'hoquei sobre herba.